# Войско Древней Руси

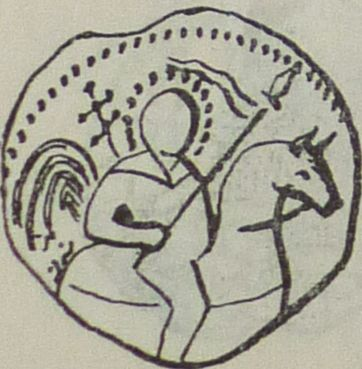
Ездец Мстислава Удатного

Войско Древней Руси (также рать) — вооружённые силы Киевской Руси (с конца IX века) и русских княжеств домонгольского периода (до середины XIII века).
Как и вооружённые силы раннесредневековых славян V—VIII веков, решали задачи борьбы с кочевниками степей Северного Причерноморья и Византийской империей, но принципиально отличались новой системой снабжения (с первой половины IX века) и проникновением в социальную верхушку восточнославянского общества варяжской военной знати в конце IX века, впрочем, быстро отчасти ассимилированной, отчасти высланной в Византию для дальнейшей службы. Войско Древней Руси также использовалось князьями династии Рюриковичей для внутриполитической борьбы на Руси.

## Организация войска
Особенности развития древнерусской государственности на раннем её этапе (наличие мощных племенных союзов с местными княжескими династиями и крупных городских центров с вечевым самоуправлением, их подчинение киевскому князю на федеративных началах, особенности зарождавшихся феодальных отношений, отсутствие частной собственности на землю) во многом определили своеобразие военной организации Древней Руси.

### IX—XI века
С расширением в первой половине IX века влияния киевских князей на племенные союзы древлян, дреговичей, кривичей и северян, налаживания системы сбора (проводился силами 100—200 воинов) и экспорта полюдья киевские князья начинают располагать средствами для содержания многочисленного войска в постоянной боеготовности, что требовалось для борьбы с кочевниками. Также войско могло долго держаться под знамёнами, совершая многолетние походы, что требовалось для отстаивания интересов внешней торговли на Чёрном и Каспийском морях.
Ядро войска составляла княжеская дружина, согласно советской историографии, появившаяся ещё в эпоху военной демократии. По данным письменных источников, ранняя дружина состояла из представителей народа русь (этим именем первоначально назывались варяги — скандинавы). По данным археологии, первые дружинные захоронения на Руси по форме и характеру погребенного вместе с умершим инвентаря сочетали скандинавские и славянские элементы. Количество финно-угорских находок незначительно. К славянским относятся формы лепных глиняных сосудов, височное спиральное кольцо, ритуальное битье посуды и граффити. Скандинавские элементы — порча и втыкание оружия в погребальное кострище, присутствие гривны с амулетами-молоточками Тора, женские фибулы овальной формы, характерные для североевропейского костюма.
В число дружины входили воины-профессионалы. О численности старших дружинников (без учёта их собственных дружинников и слуг) можно судить по более поздним данным (Новгородская республика — 300 «золотых поясов»; Куликовская битва — более 500 погибших). Более многочисленную молодшую дружину составляли гриди (телохранители князя — численность находящихся в замке киевского князя «богатырей» Ибн-Фадлан определяет в 400 чел. под 922 годом), отроки (военные слуги), детские (дети старших дружинников). Однако, дружина была немногочисленна и вряд ли превосходила 2000 человек.
Более многочисленной частью войска было ополчение — вои. На рубеже IX—X веков ополчение было племенным. Данные археологии свидетельствуют об имущественном расслоении у восточных славян на рубеже VIII—IX веков и появлении тысяч усадеб-хором местной знати, в то время как дань рассчитывалась пропорционально дворам независимо от достатка их владельцев (однако, по одной из версий происхождения боярства, местная знать была прообразом старшей дружины). С середины IX века, когда княгиня Ольга организовала сбор дани на русском Севере через систему погостов (позже видим в Новгороде киевского наместника, переправляющего 2/3 новгородских даней в Киев), племенные ополчения утрачивают своё значение.
Наборы воев в начале правления Святослава Игоревича или при формировании Владимиром Святославичем гарнизонов построенных им на границе со степью крепостей носят разовый характер, нет сведений о том, что эта служба имела какой-то срок или что воин должен был являться на службу с каким-либо снаряжением.
С XI века старшая дружина начинает играть ключевую роль на вече. Напротив, в более многочисленной части веча — в молодших — историки видят не младшую дружину князя, а народное ополчение города (купцы, ремесленники). Что касается сельского народного ополчения, то, по различным версиям, смерды участвовали в походах в качестве обслуги обоза, поставляли лошадей для городского ополчения (Пресняков А. Е.) либо сами служили в коннице (Рыбаков Б. А.).
В войнах Древней Руси определённое участие принимали наёмные войска. Если первоначально князь и его дружинники сами были представителями народа русь (варягами — скандинавами), то в дальнейшем, примерно с X века, другие, иноземные варяги фигурируют уже в качестве наёмников киевских князей. Встречаются они и в числе ближайших сподвижников первых киевских князей. В некоторых походах X века русские князья нанимали печенегов и венгров. Позднее, в период феодальной раздробленности, в междоусобных войнах также нередко участвовали наёмники. Среди народов, входивших в число наёмников, помимо варягов и печенегов были половцы, венгры, западные и южные славяне, финно-угры и прибалты, немцы и некоторые другие. Все они вооружались в своём стиле.
Общая численность войска могла быть более 10 000 человек.

### XII—XIII века
В XII веке после потери Русью городов Саркел на Дону и Тмутараканского княжества, после удачи первого крестового похода торговые пути, связывающие Ближний Восток с Западной Европой, переориентируются на новые маршруты: средиземноморский и волжский. Историки отмечают трансформацию структуры русского войска. На место старшей и младшей дружине приходят княжеский двор — прообраз постоянного войска и полк — феодальное ополчение бояр-землевладельцев, значение веча падает (кроме Новгорода; в Ростове боярство разгромлено князьями в 1175 году).
Уже применительно к домонгольскому периоду известно (для новгородского войска) о двух способах комплектования — один воин на коне и в доспехе полном (конно и оружно) с 4 или с 10 сох в зависимости от степени опасности. То есть численность войска, собираемого с одной территории, могла отличаться в 2,5 раза. Возможно, по этой причине некоторые князья, пытавшиеся отстоять свою независимость, могли почти на равных сопротивляться соединённым силам почти всех остальных княжеств (например, сражение под Теребовлем, победа новгородцев над войсками Андрея Боголюбского), а также существуют примеры столкновений русских сил с противником, уже одержавшим над ними победу в первой битве: победа на Снове после поражения на Альте, поражение у Желани и сражение у Халепа (с неясным исходом) после поражения на Стугне, поражение на Сити после поражения у Коломны). Несмотря на то, что основным типом феодального земельного владения до конца XV века была вотчина (то есть наследственное безусловное земельное владение), боярство обязано было службой князю. Например, в 1210-х годах во время борьбы галичан с венграми основное русское войско дважды направлялось против бояр, опоздавших на общий сбор. Об обычной продолжительности походов помогает составить представление известие, что в 1235 году войска Даниила Галицкого воевали с Крещения до Вознесения (в общей сложности около 5 месяцев), что отмечается летописью как из ряда вон выходящий случай, когда князь и воины дошли до предельной степени усталости и проиграли решающее сражение.
Киевские и черниговские князья в XII—XIII веках использовали соответственно Чёрных клобуков и ковуев: печенегов, торков и берендеев, изгнанных из степей половцами и поселёнными на южнорусских границах. Особенностью этих войск была постоянная боеготовность, что было необходимо для оперативного реагирования на мелкие половецкие набеги.

## Рода войск

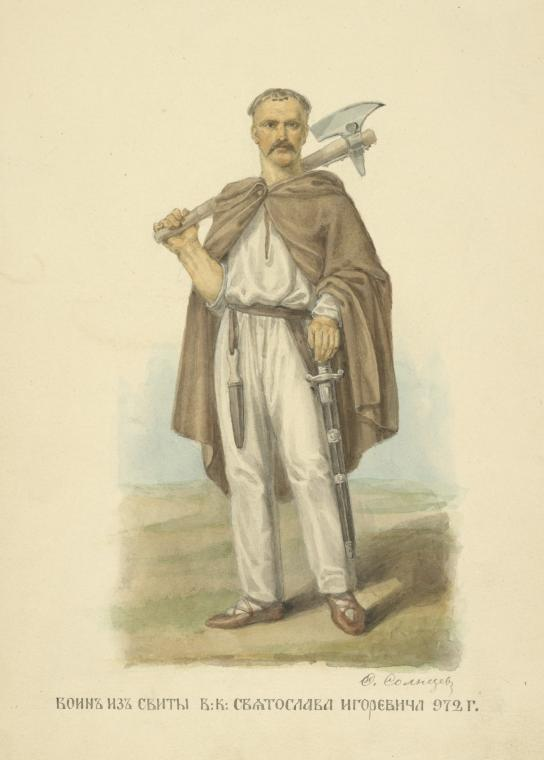
Воин из свиты Святослава Игоревича. 972 год. «Одежды Русского государства». Фёдор Солнцев.

В средневековой Руси существовало три типа войск — пехота, конница и флот. Сначала коней использовали в качестве средства передвижения, сражались же спешенными. Летописец говорит о Святославе и его войске:

Ходя воз по себе не возяше, ни котла; ни мяс варя, но потонку изрезав конину ли, зверину ли, или говядину, на углях испек ядяще, ни шатра имяша, но подклад постлав и седло в головах, такоже и прочие вои его вел бяху

Таким образом, для скорости передвижения войско использовало вместо обоза вьючных лошадей. Для боя войско часто спешивалось, Лев Диакон под 971 годом указывает на необычность выступления русского войска в конном строю.
Однако, профессиональная конница была нужна для борьбы с кочевниками, поэтому дружина становится конной. При этом организация была с учётом венгерского и печенежского опыта. Начало развиваться коневодство. Развитие конницы происходило быстрее на юге Руси, чем на севере, из-за различия в характере местности и противников. В 1021 году Ярослав Мудрый с войском проделал путь из Киева до р. Судомирь, на которой разбил Брячислава Полоцкого, за неделю, то есть средняя скорость составила 110—115 км в сутки. В XI веке конница по значимости сравнивается с пехотой, а позднее и превосходит её. Тогда же выделяются конные лучники, помимо лука со стрелами использовавшие топоры, возможно, копья, щиты и шлемы.
Лошади были важны не только для войны, но и для хозяйства, поэтому разводились во владельческих сёлах. А также содержались в княжеских хозяйствах: известны случаи, когда князья выдавали коней ополченцам во время войны. Пример киевского восстания 1068 года показывает, что и городское ополчение было конным.
В течение всего домонгольского периода пехота играла свою роль во всех военных действиях. Она не только участвовала во взятии городов и проводила инженерные и транспортные работы, но и прикрывала тыл, совершала диверсионные вылазки, а также вместе с конницей участвовала в битвах. Например, в XII веке у городских укреплений распространён смешанный бой с участием и пехоты, и конницы. Чёткого разделения по вооружению не было, и каждый использовал то, что ему было удобней и что он мог себе позволить. Поэтому у каждого было несколько типов оружия. Однако в зависимости от этого различались и задачи, выполняемые ими. Так, в пехоте, как и в коннице, можно выделить тяжеловооружённых копейщиков, помимо копья вооружённых сулицами, боевым топором, булавой, щитом, иногда — мечом и доспехами, и легковооружённых лучников, снабжённых луком и стрелами, боевым топором или железной булавой, и, очевидно, без защитного вооружения. Нередко пехота использовала камнемёты.
Под 1185 годом на юге впервые (и в 1242 году на севере в последний раз) упоминаются стрелки как отдельный род войск и отдельная тактическая единица. Кавалерия начинает специализироваться на прямом ударе холодным оружием и начинает в этом смысле напоминать средневековую западноевропейскую кавалерию. Тяжеловооружённые копейщики были вооружёны копьём (или двумя), саблей или мечом, сулицами или луком со стрелами, кистенём, булавой, реже — боевым топориком. Они были полностью одоспешены, включая щит. В 1185 году во время похода на половцев сам князь Игорь, а вместе с ним и дружинники, не желая прорываться из окружения в конном строю и тем самым бросать на произвол судьбы чёрных людей, спешиваются и предпринимают попытку прорыва в пешем строю. Далее указывается любопытная подробность: князь после получения раны продолжил движение на коне. В результате многократного разгрома монголами и ордынцами северо-восточных русских городов и установления контроля над волжским торговым путём во второй половине XIII века происходит регресс и обратная унификация русских войск.
Флот у восточных славян зародился в IV—VI веках и был связан с борьбой против Византии. Это был речной парусно-гребной флот, применимый для мореходства. С IX века на Руси существовали флотилии из нескольких сотен судов, порой достигавшие численности в 2000 судов. Они предназначались для использования в качестве транспорта. Однако, морские сражения также имели место. Так, в 941 году флот князя Игоря у берегов Византии принял бой с флотом противника. Техническое превосходство византийцев, применивших «греческий огонь», предопределило поражение русов. В 1043 году русский
флот разrpомил отряд византийских кораблей. Византийцы высоко ценили русов и славян как воинов и мореходов. На протяжении всего Х и в начале XI века они постоянно приглашали их в качестве союзников или наёмников для действий на Средиземном море против арабов и других своих
противников. Основным судном была ладья, перевозившая около 50 человек и иногда вооружённая тараном и метательными машинами. В период борьбы за киевское княжение в середине XII века Изяславом Мстиславичем были использованы ладьи со второй достроенной над гребцами палубой, на которой располагались лучники.

## Тактика

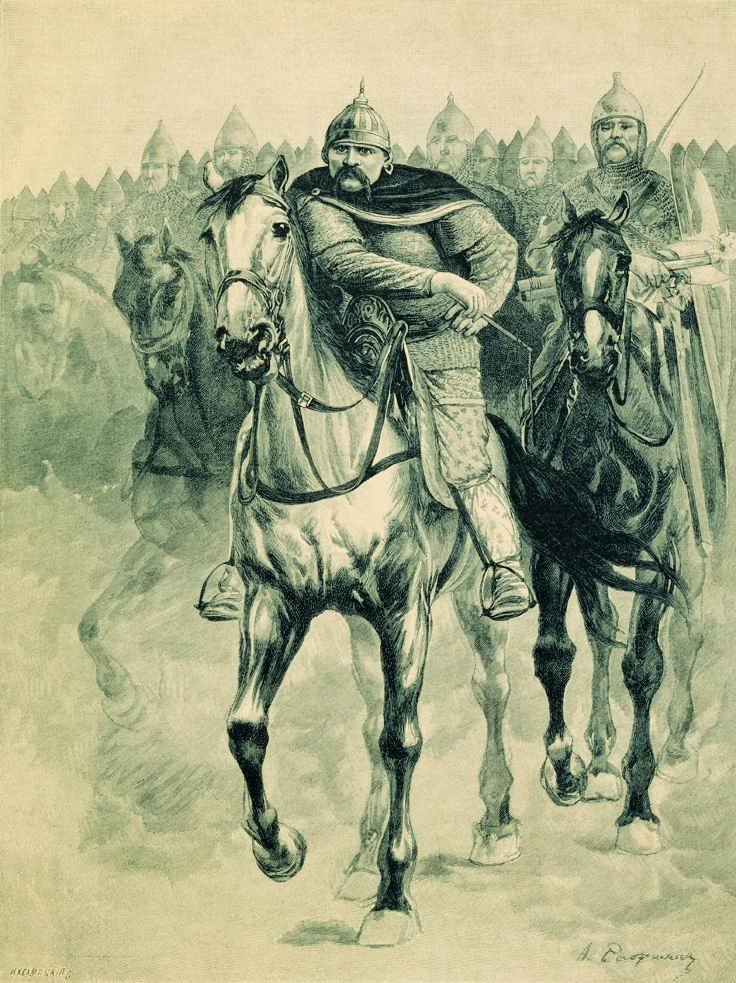
Конница на картине Рябушкина А. П. «Вольга Всеславьевич», 1895

Первоначально, когда конница была незначительна, основным боевым порядком пехоты была «стена». По фронту она составляла около 300 метров и в глубину достигала 10-12 шеренг. Воины передних рядов имели хорошее защитное вооружение. Иногда с флангов такое построение прикрывала конница. Иногда войско выстраивалось таранящим клином. Такая тактика имела ряд недостатков в борьбе с сильной конницей, главные из них: недостаточная маневренность, уязвимость тыла и флангов. В генеральном сражении с византийцами под Адрианополем в 970 году более слабые фланги (венгры и печенеги) попали в засаду и потерпели поражение, но главные русско-болгарские силы продолжили пробиваться по центру и смогли решить исход битвы в свою пользу.
В XI—XII веках происходит разделение войска на полки. В XI веке основным боевым порядком становится «полчный ряд», который состоял из центра и флангов. Как правило, пехота находилась в центре. Это построение увеличивало подвижность войска. В 1023 году в битве у Листвена одно русское построение с центром (племенное ополчение) и двумя мощными флангами (дружина) одержало победу над другим русским простым построением в один полк.
Уже в 1036 году в решающем сражении с печенегами русское войско делилось на три полка, имевщими однородную структуру, по территориальному признаку.
В 1068 году на реке Снове 3-тысячное войско Святослава Ярославича Черниговского одержало победу над 12-тысячным половецким войском. Во время походов на половцев в киевское правление Святополка Изяславича и Владимира Мономаха русские войска неоднократно сражались в окружении по причине многократного численного превосходства противника, что не мешало им одерживать победы.
Русская конница была однородной, разные тактические задачи (разведка, встречный удар, преследование) выполняли части с одинаковым способом комплектования и одинаковой организационной структурой. К концу XII века к делению на три полка по фронту добавилось деление на четыре полка в глубину. Однако, достаточно часто, в том числе в междоусобных войнах, войска действовали двумя полками, значительно отличающимися друг от друга по силе, при этом метод их взаимодействия между собой мог быть различным: меньший по силе полк мог использоваться для имитации попыток форсирования реки с целью отвлечения внимания противника от переправы основных сил в другом месте (сражение под Теребовлем в 1153 году); для нанесения поражения второстепенным силам противника для создания затем угрозы окружения его основных сил (сражение на Колокше в 1177 году); в качестве заслона против основного удара противника, в то время как основные силы совершали обходной манёвр и наносили поражение другим его силам (Ярославское сражение 1245 года) и другие.
Для управления войска использовались стяги, служившие для всех ориентиром. Также применялись музыкальные инструменты. Известно о случаях, когда стяг захватывался противником, и приходящие под него воины брались в плен (сражение на реке Супое, сражение под Теребовлем).

## Стратегия
Киевские князья в период IX—XI веков, как правило, не дробили своих сил, а последовательно атаковали разных противников. Известно о прерывании похода из-за угрозы столице (осада Киева (968)).
Самым дальним и продолжительным был т. н. восточный поход Святослава. Датировка его спорна (интервал 964—969), но он происходил подряд около 2 лет, включая две зимовки, войска прошли сушей и реками более 6 тыс. км.
Под 1129 годом известно об атаке Полоцкого княжества одновременно с нескольких направлений, что происходило, однако, в условиях подавляющего преимущества наступавшей стороны.
С точки зрения стратегии интерес представляет также северный поход Святослава Всеволодовича (1180—1181) в ходе междоусобных войн. Черниговские и союзные войска, собираясь из трёх центров (Чернигов, Новгород, половецкая степь), последовательно столкнулись с тремя противниками, проведя между этими столкновениями две перегруппировки и всё время прикрывая Чернигов выделенными второстепенными силами. Поход занял все времена года: с зимы до осени. В ходе кампании черниговская дружина и новгородцы прошли примерно по 2 тыс. км., курская дружина — около 1,5 тыс. км.

## Вооружение

Два древнерусских воина. Современная реконструкция по материалам из раскопок кургана «Чёрная могила».

### Защитное
Если у ранних славян, по сообщениям греков, не было доспехов, то к VIII—IX веку относится распространение кольчуг. Они делались из колец, сделанных из железной проволоки, которые в поперечнике достигали 7—9 и 13—14 мм, а по толщине — 1,5 — 2 мм. Половина колец сваривалась, а другая — склёпывалась при плетении (1 к 4). Всего же их уходило не менее 20 000 на одну кольчугу. Позднее встречались кольчуги с вплетёнными для украшения медными кольцами. Размер колец уменьшается до 6—8 и 10—13 мм. Встречались и плетения, где все кольца были склёпаны. Древнерусские кольчуги, в среднем, в длину были 60—70 см, в ширину (в поясе) около 50 см или больше, с короткими рукавами порядка 25 см и с разрезным воротом. В конце XII — начале XIII века появляются кольчуги из плоских колец — их диаметр 13—16 мм при ширине проволоки 2—4 мм и толщине 0,6—0,8 мм. Эти кольца сплющивались с помощью штампа. Такая форма увеличивала площадь прикрытия при том же весе доспеха. В XIII веке происходило общеевропейское утяжеление доспехов, и на Руси появляются кольчуги длиной до колен. Однако кольчужные плетения использовались и для других целей — примерно тогда же появляются кольчужные чулки (нагавицы). А большинство шлемов снабжалось бармицей. Кольчуги на Руси были очень распространены и применялись не только дружиной, но и незнатными воинами.
Помимо кольчуг, применялись ламеллярные доспехи. Их появление относится к IX—X веку. Такой доспех делался из железных пластин формы, близкой к прямоугольной, с несколькими отверстиями по краям. Через эти отверстия все пластины соединялись ремешками. В среднем, длина каждой пластины составляла 8—10 см, а ширина — 1,5—3,5 см. На доспех их уходило более 500. Ламелляр имел вид рубахи длиной до бёдер, с расширяющимся книзу подолом, иногда — с рукавами. По данным археологии, в IX—XIII веках на 4 кольчуги приходился 1 ламелляр, при этом на севере (особенно в Новгороде, Пскове, Минске) пластинчатые доспехи были более распространены. А позднее они даже вытесняют кольчуги. Имеются сведения и об их экспорте. Применялись также чешуйчатые доспехи, представляющие собой пластины размером 6 на 4—6 см, укреплённые за верхний край к кожаной или матерчатой основе. Существовали и бригантины. Для защиты рук с конца XII — начала XIII века используются створчатые наручи. А в конце XIII века появляются ранние зерцала — круглые бляхи, надеваемые поверх доспехов.
Шлемы, по данным археологии, в широкое употребление входят с X века, причём археологических находок шлемов (как и кольчуг) на Русь приходится больше, чем на какую-либо другую страну Европы. Поначалу это были конические шлемы норманнского типа, пришедшие в Европу из Азии. Данный тип не получил на Руси широкого распространения и был вытеснен сфероконическими шлемами, которые появились примерно тогда же. Это были шлемы черниговского типа, склёпанные из четырёх частей железа, и, зачастую, богато украшенные. Встречались и другие виды сфероконических шлемов. С XII века на Руси появляются высокие шеломы со шпилем и наносником, и вскоре становятся наиболее распространённым типом шлема, сохраняя первенство несколько веков. Это связано с тем, что сфероконическая форма лучше всего подходит для защиты от ударов сверху, что важно в районах конно-сабельного боя. Во второй половине XII века появляются шлемы с полумаской — они богато украшались и были принадлежностью знатных воинов. А использование личин не зафиксировано. Бытовали западные шлемы полусферической формы, но они были редки.
Крупногабаритные щиты были защитным вооружением ещё древних славян, однако их конструкция неизвестна. В X веке же были распространены круглые плоские деревянные, обтянутые кожей щиты с железным умбоном. С начала XI века распространяются миндалевидные щиты, удобные для всадников. А с середины XIII века они начинают превращаться в треугольные.
В середине XIII века галицко-волынское войско имело конские доспехи, названные летописцем татарскими (личина и кожаная попона), что совпадает с описанием Плано Карпини монгольского конского доспеха.

### Метательные машины
В Древней Руси существовало применение метательных машин. Самое раннее сообщение о их применении славянами относится к концу VI века — в описании осады Солуни в 597 году. В греческом источнике они описываются так: «Они же были четырёхугольные на широких основаниях, заканчивающиеся более узкой верхней частью, на которой имелись барабаны очень толстые, с железными краями, и в них были вбиты деревянные брусья (как балки в большом доме), имеющие пращи (сфендоны), поднимая которые бросали камни и большие, и многочисленные, так что ни земля не могла выносить их попаданий, ни человеческие сооружения. Но к тому же только три из четырёх сторон баллисты были обнесены досками, так что находящиеся внутри были обеспечены от попадания стрел, пущенных со стен»
Во время осады Константинополя в 626 году славяно-аварским войском осадная техника состояла из 12 обитых медью передвижных башен, несколько таранов, «черепах» и метательных машин, покрытых кожей. Причём изготовляли и обслуживали машины преимущественно славянские отряды. Упоминаются стреломётные и камнемётные машины и при осаде Константинополя в 814 году славяно-болгарским войском.
Во времена Древней Руси применение метательных машин как византийцами, так и славянами, отмечает Лев Диакон, говоря о походах Святослава Игоревича. Сообщение из Иоакимовской летописи о применении двух пороков новгородцами против Добрыни, собиравшегося их окрестить, скорее, носит легендарный характер.
К концу X века русские прекращают набеги на Византию, и изменение тактики привело к снижению использовании осадных орудий. Теперь осаждаемый город берут либо длительной блокадой, либо внезапным захватом; участь города чаще всего решалась в результате сражения возле него, а потом основным видом боевых действий было полевое сражение.
Снова метательные орудия используются в 1146 году войсками Всеволода Ольговича при безуспешной осаде Звенигорода.
В 1153 году при штурме Новгорода-Северского камнями из пороков разрушили стену и взяли острог, после чего борьба закончилась миром.
В Ипатьевской летописи отмечается, что половцы под начальством Кончака пошли на Русь, при них был исламский мастер, обслуживающий мощные самострелы, для натяжения которых требовалось 8 (либо 50) человек и «живой огонь». Но половцы были разбиты и машины попали к русским.
Шереширы (от перс. тир-и-черх), упоминаемые в Слове о полку Игореве — возможно, есть зажигательные снаряды, которые метались из подобных самострелов. Сохранились и стрелы для них. Такая стрела была в виде железного стержня длиной 170 см с заострённым концом и хвостовым оперением в виде 3 железных лопастей, весом 2 кг.
В 1219 году русские применяли большие камнемётные и огнемётные самострелы при штурме болгарского города Ошеля. В данном случае русская осадная техника складывалась под западноазиатским влиянием.
В 1234 году порок был использован в полевом междоусобном бою, который окончился миром.
В XIII веке растёт использование метательных машин. Большое значение здесь сыграло нашествие монголов, которые при взятии русских городов использовали лучшую технику того времени. Однако метательные орудия использовались и русскими, например, при обороне Чернигова и Холма. Активно они использовались и в войнах с польско-венгерскими захватчиками, например, в битве под Ярославом в 1245. Применяли метательные машины и новгородцы при взятиях крепостей в Прибалтике.
Основным типом русских метательных машин были не станковые самострелы, а различные рычажно-пращевые машины. Наиболее простой тип — патерелла, которая метала камни, приложенные к длинному плечу рычага, когда за короткое плечо тянули люди. Для ядер 2—3 кг было достаточно 8 человек, а для ядер в несколько десятков килограмм — до 100 и больше. Более совершенной и распространённой машиной был манджаник, называвшийся на Руси пороком. В них вместо тяги, создаваемой людьми, использовался подвижный противовес. Все эти машины были недолговечны, за их ремонтом и изготовлением следили «порочные» мастера. В конце XIV века появляется огнестрельное оружие, но осадные машины всё ещё сохраняют боевое значение до XV века.

## Крупнейшие воинские сборы на Руси XII—XIII веков
С ростом самостоятельности княжеств, прекращением переправки в Киев даней с периферии и развитием местных военных сил росло значение их сборов для совместных действий. Однако, таким сборам могли мешать как разногласия князей, так и удалённость определённого княжества от театра военных действий. В частности, галичане и волынцы никогда не действовали северо-восточнее Турова или Вщижа; новгородцы, суздальцы и рязанцы — юго-западнее Киева, черниговцы — северо-западнее Полоцка и Смоленска, рязанцы — западнее Новгорода. Галичане, полочане и смоляне в отдельных случаях доходили до приазовских степей; черниговцы — до Волжской Булгарии; владимирцы, смоляне и черниговцы — до Прибалтики; владимирцы — до донских степей и т. д. Традиционно такие сборы объявлял киевский князь как формально старший, но постепенно их стали практиковать и другие крупные князья-организаторы совместных походов. Сборы производились как для борьбы с половцами (в 1223 в союзе с половцами для борьбы с монголами), так и в междоусобных войнах. Ниже в галерее представлены карты наиболее крупных сборов (более 3-х самостоятельных княжеств; участие определяется по полку главного города вне зависимости от участия самого князя и удельных князей земли):

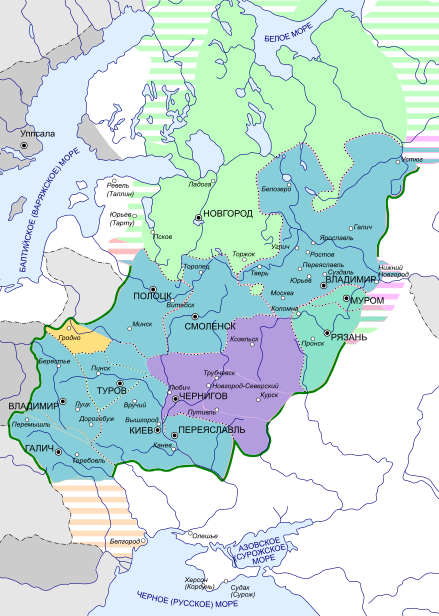
Осада Чернигова Мономаховичами (1139) (с венграми)
Поход Всеволода Ольговича на Галич (1144) (с поляками)
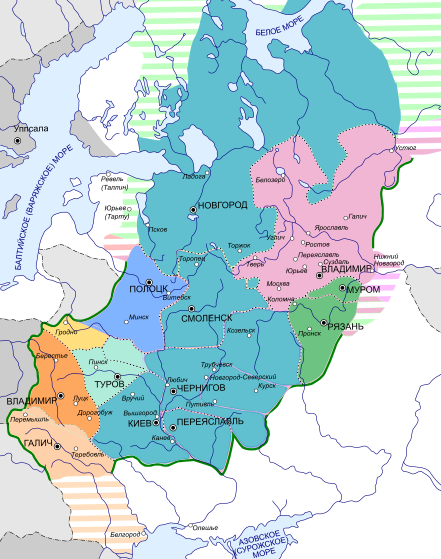
Ярославский поход Мстиславичей (1149)
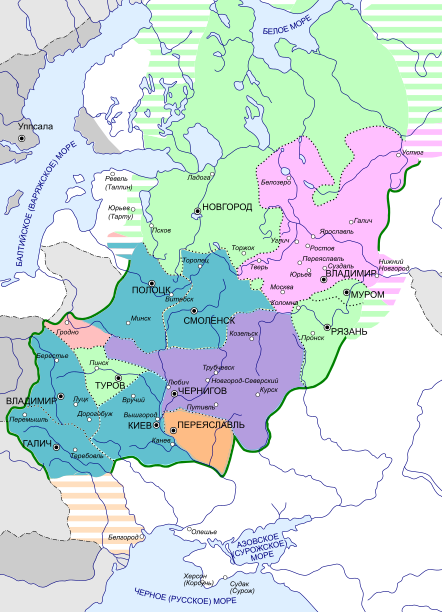
Поход Изяслава Давыдовича на Туров (1157)
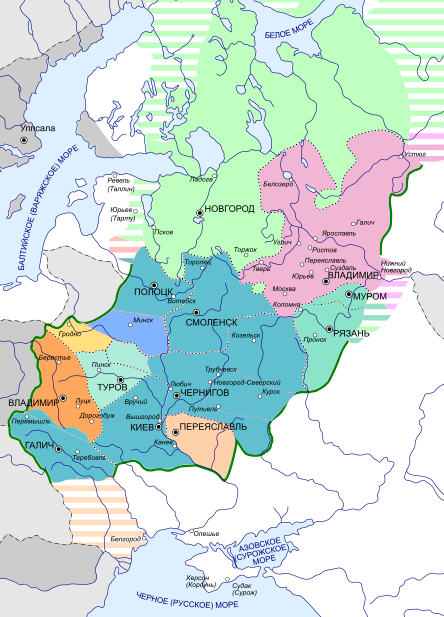
Поход Ростислава Мстиславича на Вщиж (1160)
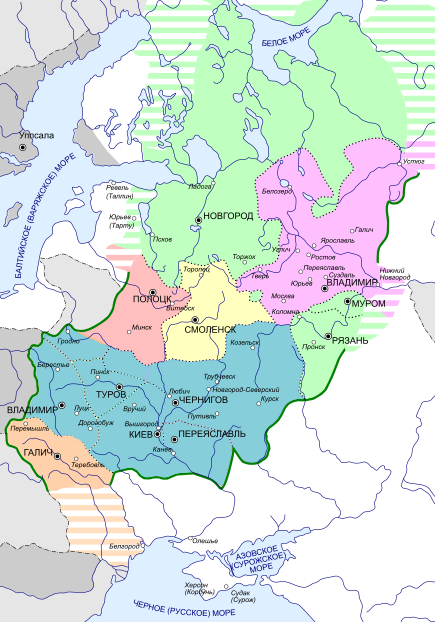
Поход Мстислава Изяславича на половцев (1168)
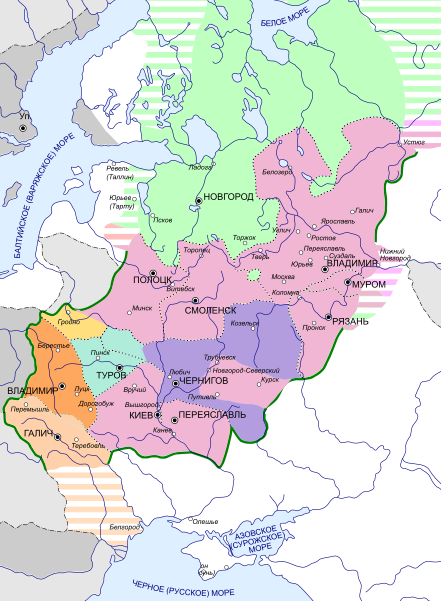
Поход Андрея Боголюбского на Киев (1169)
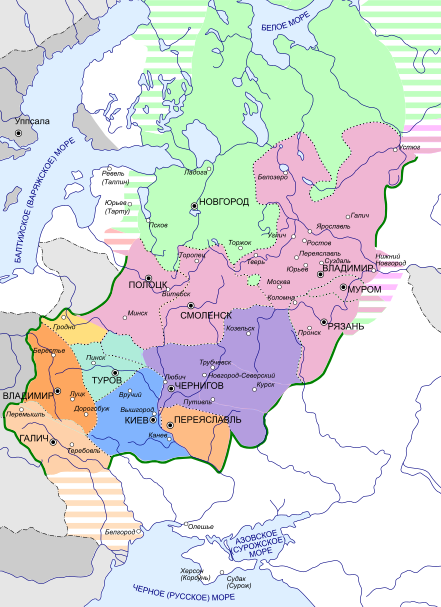
Поход Андрея Боголюбского на Новгород (1170)
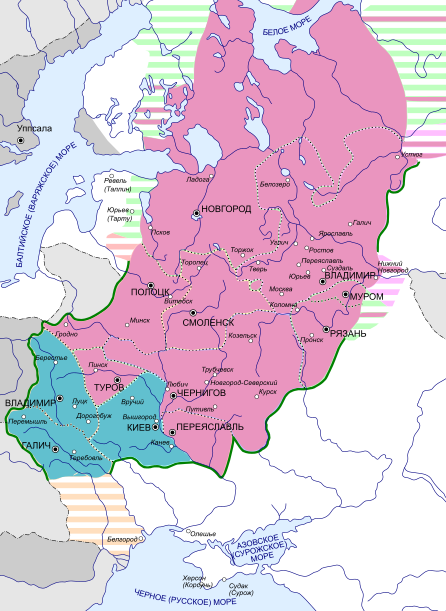
Осада Вышгорода войсками Андрея Боголюбского и помощь осаждённым (1173)
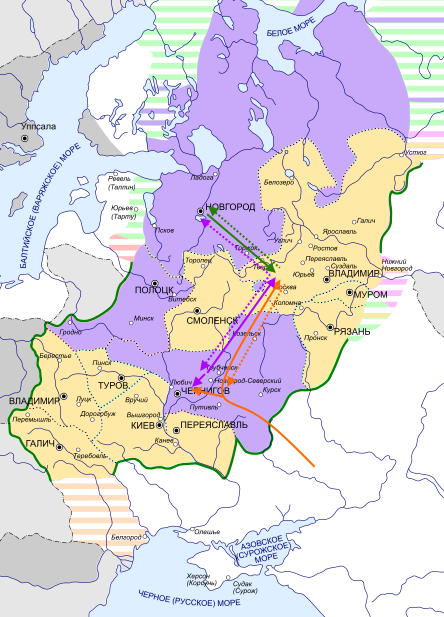
Северный поход Святослава Всеволодовича (Дмитров, 1181) (с половцами)
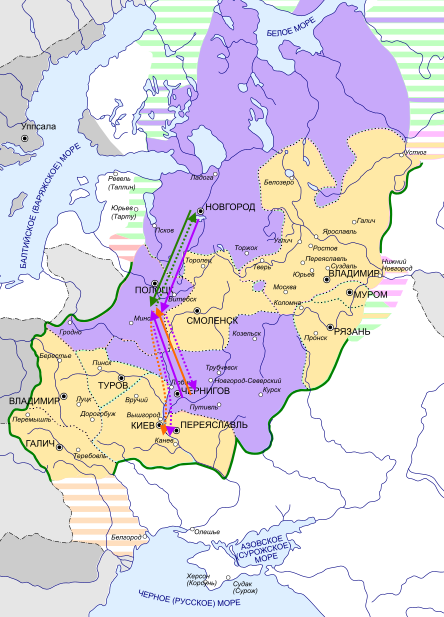
Северный поход Святослава Всеволодовича (Друцк, 1181) (с половцами)
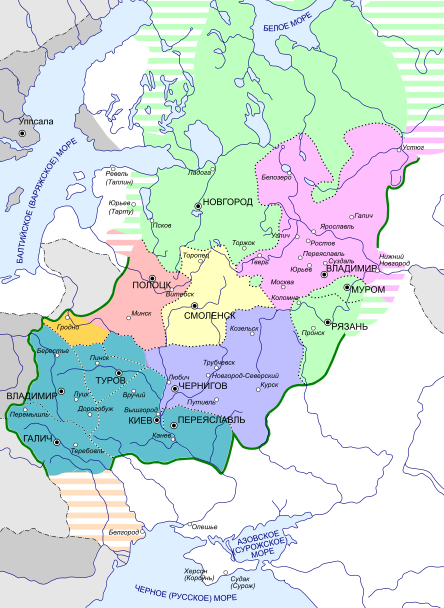
Поход Святослава Всеволодовича на половцев (1184)
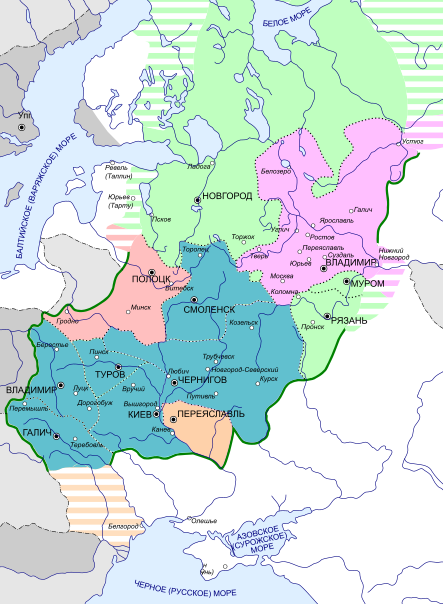
Поход на Калку (1223) (с половцами)

## Изображения из летописей и хроник

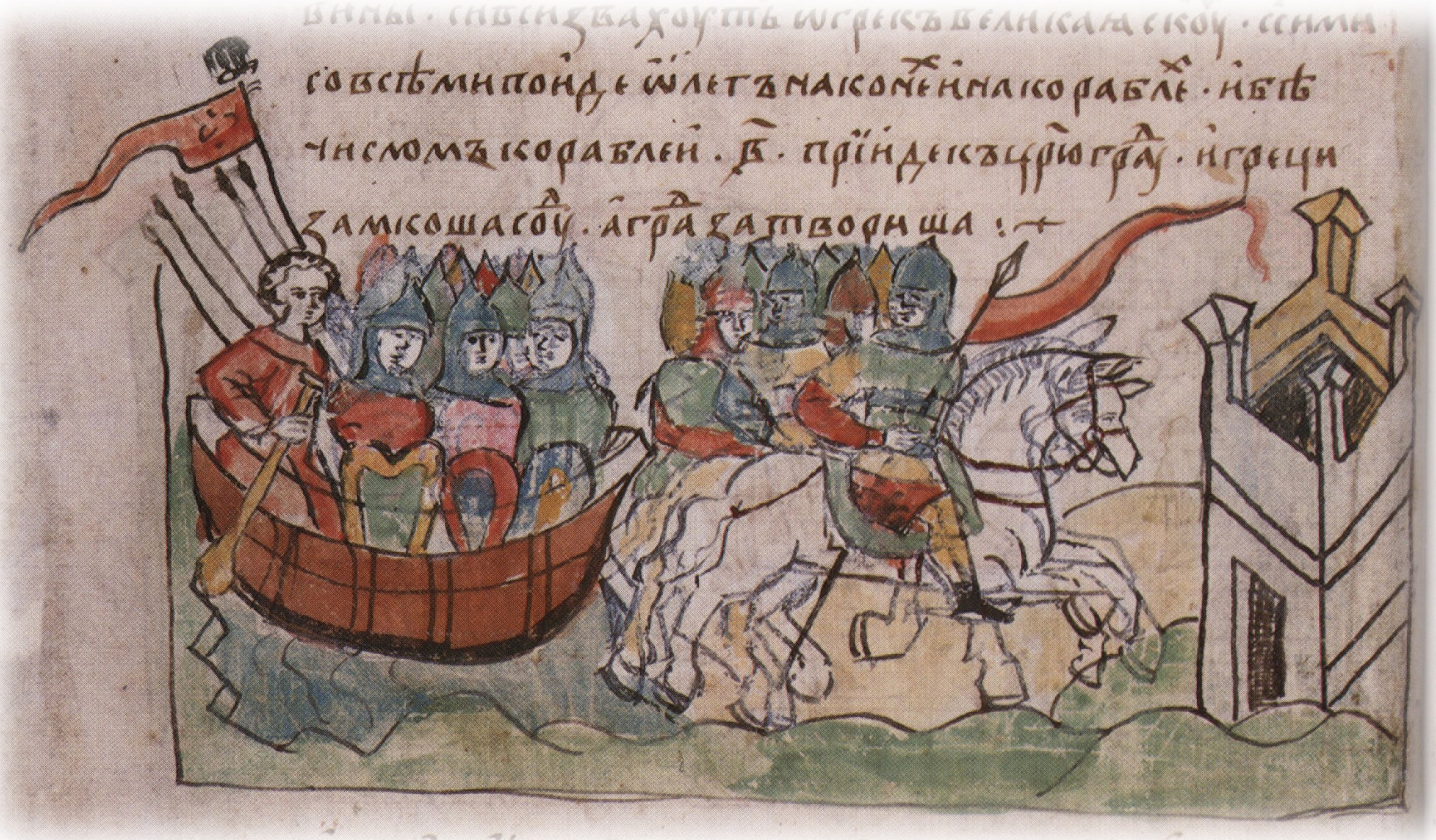
Поход на Царьград (907). Миниатюра из Радзивилловской летописи
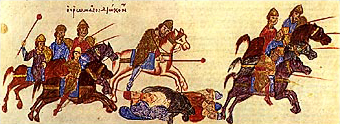
Преследование отступающей русской армии византийцами. Миниатюра из мадридского списка «Истории» Иоанна Скилицы
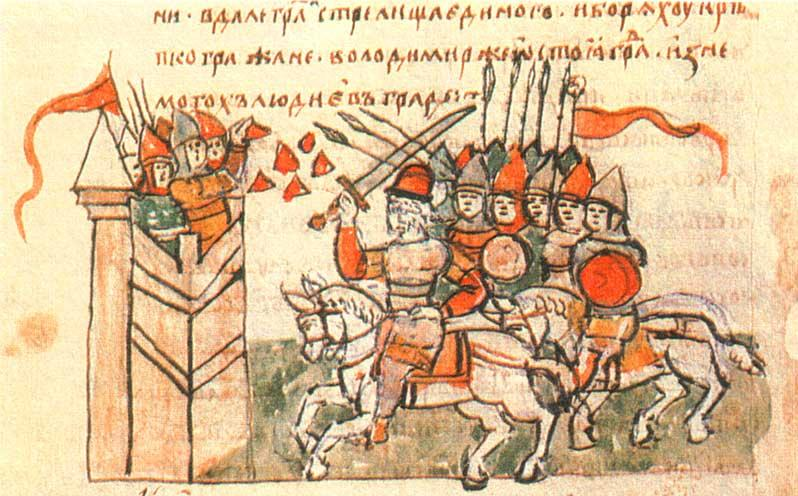
Взятие Корсуни (988). Миниатюра из Радзивилловской летописи
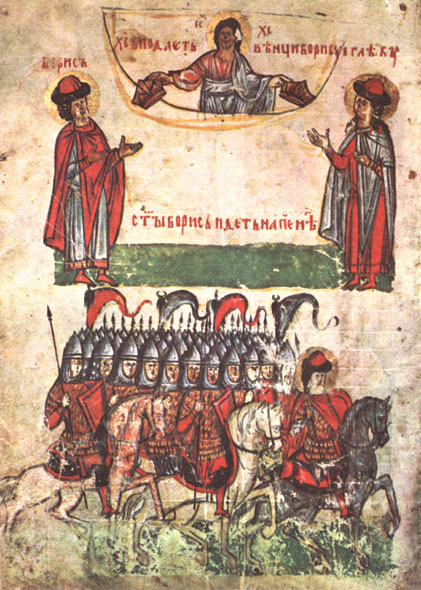
Сказание о Борисе и Глебе — миниатюра
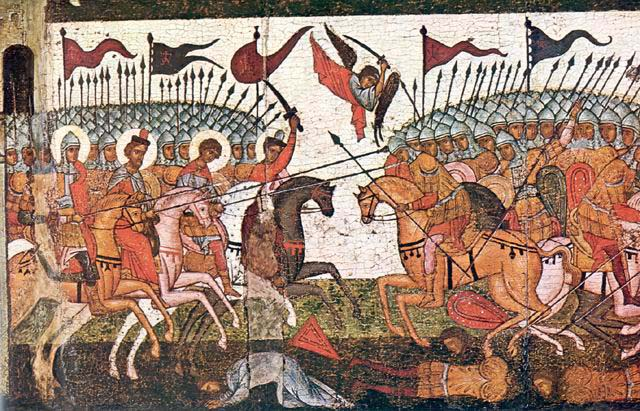
Битва новгородцев и суздальцев в 1170 году, фрагмент иконы 1460 года
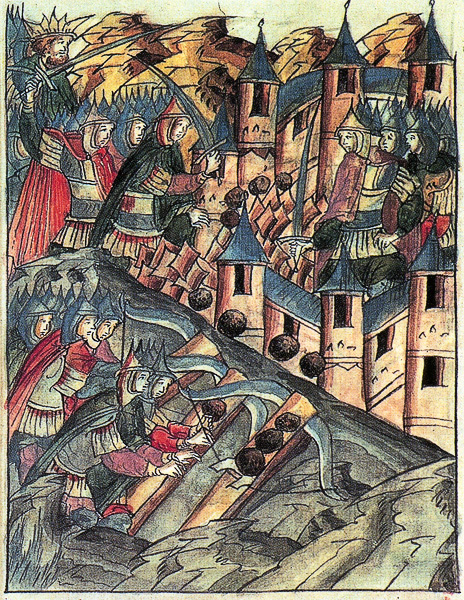
Оборона Козельска. Миниатюра из русской летописи
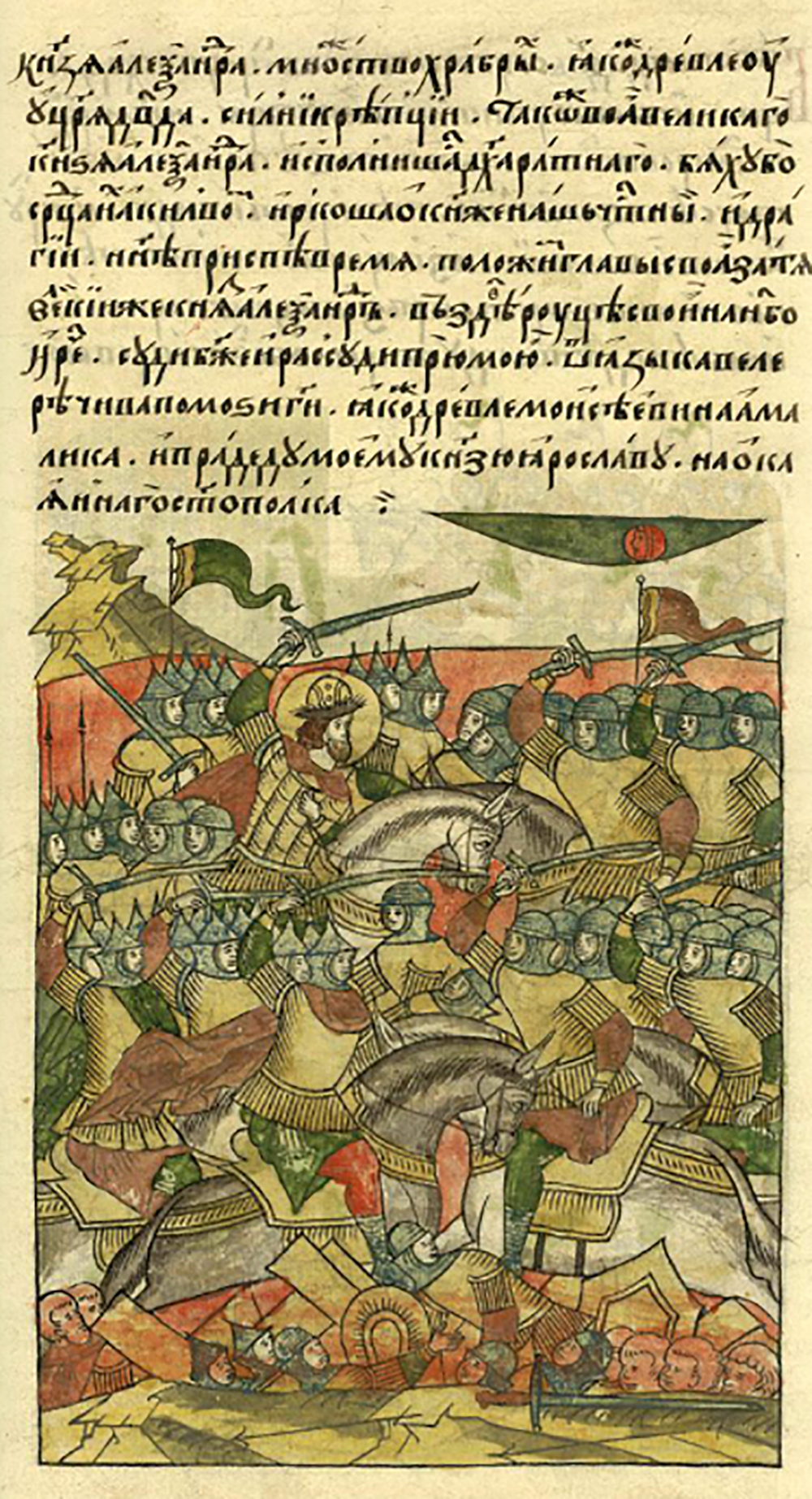
Ледовое побоище. Миниатюра Лицевого летописного свода, середина XVI века